# 波托西省
波托西省（西班牙語：Departamento de Potosí，西班牙語發音：[potoˈsi]；南玻利维亚克丘亚语：P'utuqsi；艾马拉语：Putusi），是玻利维亚西南部的一个省份，省会为波托西。该省面积为118,218平方公里，2024年人口数量为856,419人。该省大部分是贫瘠的山区，西部有高原，世界上最大的盐滩乌尤尼盐沼就位于该高原上。该省与阿根廷、智利接壤。
该省盛產鹽與金。里科山是西班牙帝国在本省最富有的地方，运往欧洲的西班牙珍宝船队白银中，里科山占了很大比例。波托西也是圣克里斯托瓦尔矿（San Cristóbal）银、锌和铅矿的所在地，该矿由美国科罗拉多州的 Apex Silver Mines Limited 公司开发，并于2008年11月出售给日本住友商事株式会社。

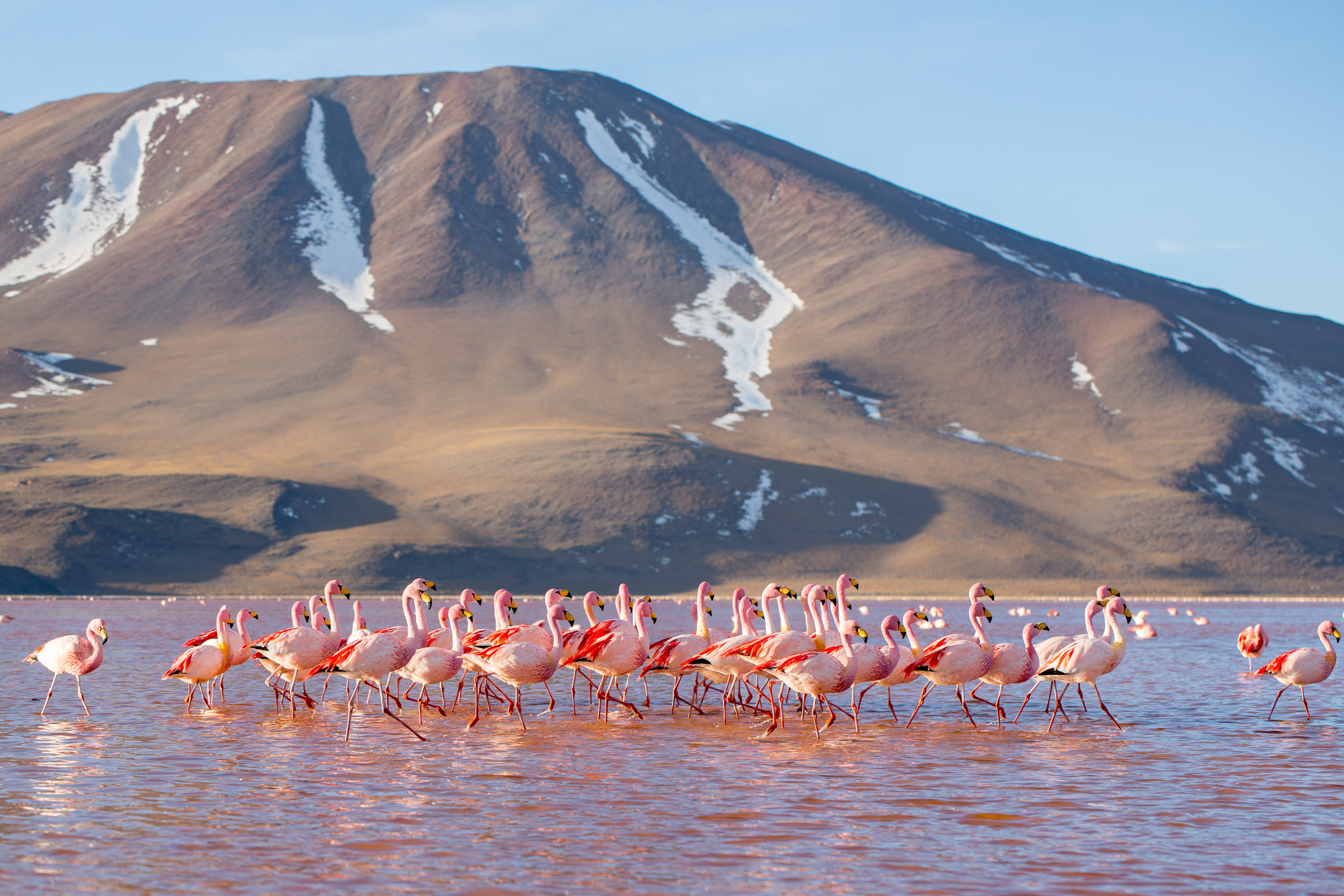
爱德华多·阿瓦罗阿安第斯动物相国家保护区内的科罗拉达湖（Laguna Colorada）和火烈鸟